# Persone di nome Robert/Nobili
| Questa pagina contiene informazioni ricavate automaticamente dalle voci biografiche con l'ausilio del template Bio e di un bot. L'aggiornamento è periodico e automatico e ricostruisce completamente la pagina. Se manca una persona in questa lista, sei pregato di non aggiungerla, ma accertati piuttosto che la sua voce biografica contenga il template Bio e che i dati anagrafici siano correttamente compilati. Se il template Bio manca, inseriscilo tu stesso o, in alternativa, metti l'avviso {{tmp\|Bio}} che ne segnala la mancanza. Se i dati riportati sono sbagliati, correggi direttamente la voce biografica; le modifiche saranno visibili in questa lista entro pochi giorni. Per chiarimenti vedi il progetto biografie. La lista contiene solo le 53 persone che sono citate nell'enciclopedia e per le quali è stato implementato correttamente il template Bio. Pagina aggiornata al 8 giu 2024. |

Questa è una lista di persone presenti nell'enciclopedia che hanno il prenome Robert e sono nobili.

## B(4)
- Robert Bertie, I duca di Ancaster e Kesteven, nobile e militare britannico (Inghilterra, n. 1660 - Inghilterra, † 1723)
- Robert Bertie, IV duca di Ancaster e Kesteven, nobile e militare britannico (Grimsthorpe, n. 1756 - Grimsthorpe, † 1779)
- Robert Bruce, II conte di Elgin, nobile e politico scozzese (Londra, n. 1626 - Houghton Hall, † 1685)
- Robert Bruce, signore di Liddesdale, nobile scozzese (Dupplin Moor, † 1332)

## C(7)
- Robert Carey, I conte di Monmouth, nobile e politico inglese (Inghilterra, n. 1560 - Inghilterra, † 1639)
- Robert Carrington, II barone Carrington, nobile e politico inglese (n. 1796 - Westminster, † 1868)
- Robert Carnegie, XIII conte di Northesk, nobile scozzese (n. 1926 - † 1994)
- Robert Carr, I conte di Somerset, nobile britannico (Wrington, n. 1587 - Dorset, † 1645)
- Andrew Cavendish, XI duca di Devonshire, nobile e politico britannico (Londra, n. 1920 - Chatsworth House, † 2004)
- Robert Cecil, I conte di Salisbury, nobile e politico inglese (Londra, n. 1563 - Londra, † 1612)
- Robert de Comines, nobile anglosassone (Comines - Durham, † 1069)

## D(11)
- Robert Devereux, III conte di Essex, conte inglese (n. 1591 - † 1646)
- Robert Dudley, I conte di Leicester, conte inglese (n. 1532 - Cornbury, † 1588)
- Robert de Beaumont, I conte di Leicester, nobile inglese († 1118)
- Robert de Beaumont, III conte di Leicester, nobile inglese († 1190)
- Robert de Beaumont, IV conte di Leicester, nobile inglese († 1204)
- Robert Bruce, IV Signore di Annandale, nobile scozzese († 1245)
- Robert Bruce, VI signore di Annandale, nobile e cavaliere medievale scozzese (Writtle, n. 1243 - Holme Abbey, † 1304)
- Robert de Ferrers, VI conte di Derby, nobile britannico (Derbyshire, n. 1239 - † 1279)
- Robert de Holland, I barone di Holand, nobile (n. 1283 - † 1328)
- Robert de Pinkeney, nobile inglese († 1296)
- Robert de Ros, I barone de Ros, nobile inglese (n. 1213 - † 1285)

## F(2)
- Robert FitzWimarc, nobile normanno
- Robert FitzGerald, XIX conte di Kildare, nobile irlandese (n. 1675 - † 1743)

## G(6)
- Robert Gascoyne-Cecil, III marchese di Salisbury, nobile e politico britannico (Hatfield, n. 1830 - Hatfield, † 1903)
- Robert Gascoyne-Cecil, V marchese di Salisbury, nobile e politico inglese (n. 1893 - † 1973)
- Robert Gascoyne-Cecil, VI marchese di Salisbury, nobile e politico inglese (n. 1916 - † 2003)
- Robert Gascoyne-Cecil, VII marchese di Salisbury, nobile e politico britannico (Sutton Courtenay, n. 1946)
- Robert Graham, nobile scozzese (Stirling, † 1437)
- Robert Grosvenor, I marchese di Westminster, nobile e politico inglese (Londra, n. 1767 - Eccleston, † 1845)

## H(4)
- Robert Harley, I conte di Oxford e conte di Mortimer, nobile e politico britannico (Londra, n. 1661 - Londra, † 1724)
- Robert Hay-Drummond, X conte di Kinnoull, nobile scozzese (n. 1751 - † 1804)
- Robert Howard, nobile e politico inglese (n. 1584 - Hall in the Forest, † 1653)
- Robert Howard, nobile e politico inglese (n. 1626 - † 1698)

## K(2)
- Robert Ker, II duca di Roxburghe, nobile scozzese (n. 1709 - † 1755)
- Robert Kerr, I marchese di Lothian, nobile e politico scozzese (Newbattle, n. 1636 - † 1703)

## L(1)
- Robert Lindsay, XXIX conte di Crawford, nobile e politico scozzese (n. 1927 - Leven, † 2023)

## M(2)
- Robert Maxwell, V Lord Maxwell, nobile, militare e politico scozzese (n. 1493 - † 1546)
- Robert Montagu, III duca di Manchester, nobile e politico inglese (n. 1710 - † 1762)

## R(5)
- Robert IV de la Marck, nobile e ufficiale francese (Sedan, n. 1512 - Guise, † 1556)
- Robert de Stafford, nobile normanno (Belvoir, n. 1036 - Eversham, † 1088)
- Robert Rich, I conte di Warwick, conte britannico (n. 1559 - † 1619)
- Robert Rich, III conte di Warwick, conte britannico (n. 1611 - Londra, † 1659)
- Robert Rich, V conte di Warwick, conte britannico (Kensington, n. 1620 - Kensington, † 1675)

## S(8)
- Robert Shirley, nobile, avventuriero e diplomatico inglese (Wiston, n. 1581 - Qazvin, † 1628)
- Robert Shirley, VI conte Ferrers, nobile britannico (St. James's, n. 1723 - Londra, † 1787)
- Robert Shirley, VII conte Ferrers, nobile britannico (Londra, n. 1756 - Hastings, † 1827)
- Robert Sidney, II conte di Leicester, nobile e politico inglese (Barnard Castle, n. 1595 - Penshurst, † 1677)
- Robert Sidney, IV conte di Leicester, nobile inglese (n. 1649 - † 1702)
- Robert Spencer, nobile e politico inglese (n. 1747 - † 1831)
- Robert Spencer, I barone Spencer di Wormleighton, nobile inglese (Althorp, n. 1570 - † 1627)
- Robert Spencer, IV conte di Sunderland, nobile britannico (n. 1701 - † 1729)

## V(1)
- Robert de Vere, duca d'Irlanda, nobile inglese (n. 1362 - Lovanio, † 1392)